# Platydesmus marmoreus
Platydesmus marmoreus är en mångfotingart som beskrevs av Pocock 1903. Platydesmus marmoreus ingår i släktet Platydesmus och familjen Platydesmidae. Inga underarter finns listade i Catalogue of Life.